# Comunità tariffale Ticino e Moesano

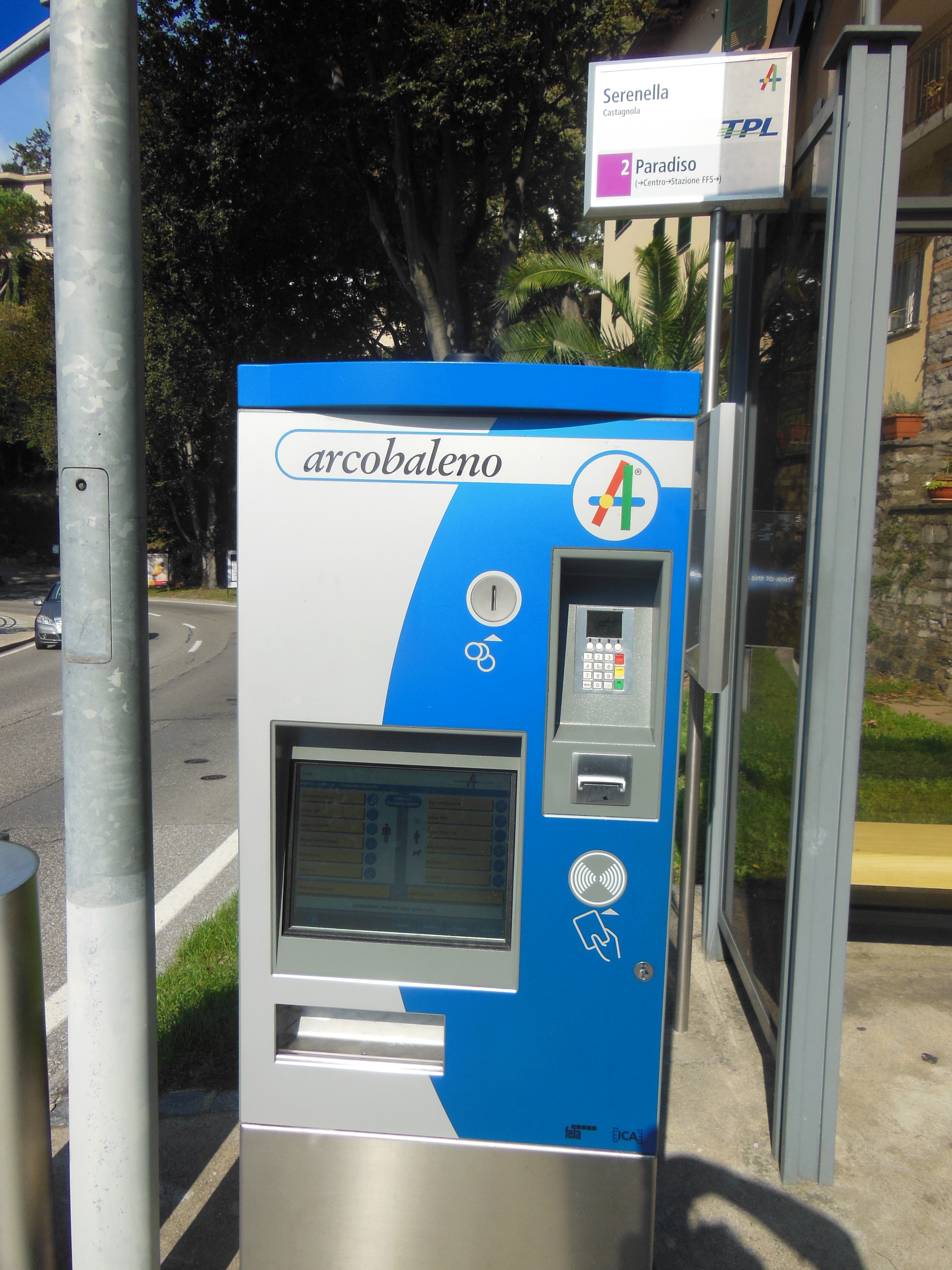
Bigliettatrice della comunità tariffale

La comunità tariffale Ticino e Moesano (CTM), detta anche Arcobaleno, è una comunità tariffale svizzera, che si estende sull'intero Canton Ticino e sul territorio Moesano, appartenente al Canton Grigioni.
Creata nel 1997, raggruppa 11 aziende di trasporto pubblico, che gestiscono le linee ferroviarie, automobilistiche e di navigazione.
L'area del Ticino e Moesano è stata suddivisa in 20 zone, per ognuna delle quali sono disponibili abbonamenti che permettono di utilizzare ogni mezzo di trasporto che interessa la zona.
Fulcro del sistema cantonale dei trasporti è la "rete celere", un sistema ferroviario suburbano gestito da TiLo e Ferrovie Luganesi.